# Сегодня — премьера
«Сегодня — премьера» — документальный фильм режиссёра Семёна Арановича, созданный в 1965 году.

## История создания
Осенью 1964 года, когда Георгий Товстоногов в Большом драматическом театре приступил к работе над спектаклем «Три сестры» по пьесе А. П. Чехова, Семён Аранович, ученик Романа Кармена, ещё не успел окончить ВГИК. В своём фильме он проследил весь путь создания спектакля, ставшего одним из лучших в сценической истории «Трёх сестёр», — от первой читки пьесы до премьеры, состоявшейся 23 января 1965 года.

## Сюжет
Первая читка пьесы; между Георгием Товстоноговым, Ефимом Копеляном, назначенным на роль Вершинина, и Кириллом Лавровым, которому предстоит играть Солёного, разгорается спор о том, насколько герои пьесы сами повинны в своих бедах и как относился к ним автор. Но все согласны с тем, что традиционная (мхатовская) трактовка «Трёх сестёр» не нужна ни зрителям, ни театру.
На малой сцене БДТ актёры обживаются в интерьере дома Прозоровых. Эмма Попова (Ирина) под аккомпанемент коллег разучивает романс «Я ехала домой»; Николай Трофимов (доктор Чебутыкин) ищет правильную интонацию для фразы «Бальзак венчался в Бердичеве». Олег Басилашвили (Андрей Прозоров) репетирует сцену объяснения с сёстрами и вместе с режиссёром ищет пластический рисунок роли; Зинаида Шарко (Ольга) спорит с Товстоноговым по поводу характера своей героини.
Эпизоды работы над спектаклем перемежаются с кадрами, снятыми уже в день премьеры, — за 45 минут до спектакля артисты приходят в театр, гримируются, надевают костюмы, настраиваются, волнуются… Товстоногов обходит гримёрные — все ли на месте, все ли готовы.
Постепенно выстраиваются сцены. На репетициях артисты увлечённо играют именины Ирины из первого акта, режиссёр с напряжённым вниманием следит за ними; Тузенбах — Сергей Юрский тоже хочет отправиться в Москву, в университет. «Какой? — спрашивает Солёный. — В Москве два университета». — «На Ленинских горах», — отвечает Юрский.
До поднятия занавеса остаётся несколько минут, артистов приглашают на сцену. Ефиму Копеляну перебегает дорогу кошка — не чёрная, но на всякий случай он поворачивает назад.

## В фильме участвуют
- Георгий Товстоногов
- Эмма Попова (Ирина)
- Зинаида Шарко (Ольга)
- Татьяна Доронина (Маша)
- Кирилл Лавров (Солёный)
- Ефим Копелян (Вершинин)
- Сергей Юрский (Тузенбах)
- Олег Басилашвили (Андрей Прозоров)
- Николай Трофимов (доктор Чебутыкин)
- Владислав Стржельчик (Кулыгин)

## Съёмочная группа
- Режиссёры: Семён Аранович, Майя Меркель
- Главный оператор: В. Гулин
- Оператор: А. Шафран
- Ассистент оператора: В.Петров
- Звукооператор: Н. Винина
- Директор фильма: Л. Наумов